# Castañar de Ibor
Castañar de Ibor és un municipi de la província de Càceres, a la comunitat autònoma d'Extremadura (Espanya).

## Demografia
| 1.397 | 1.388 | 1.372 | 1.354 | 1.318 | 1.262 | 1.231 | 1.205 | 1.182 | 1.229 |